# Giải đua ô tô Công thức 1 Bỉ 2023
Giải đua ô tô Công thức 1 Bỉ 2023 (tên chính thức là Formula 1 MSC Cruises Belgian Grand Prix 2023) là một chặng đua Công thức 1 được tổ chức vào ngày 30 tháng 7 năm 2023 tại trường đua Spa-Francorchamps ở Stavelot, Bỉ, và là chặng đua thứ 12 của giải đua xe Công thức 1 2023.

## Bối cảnh
Tại giải đua ô tô Công thức 1 Bỉ, cuộc đua sprint thứ ba của mùa giải sẽ được tổ chức với tư cách là một phần của sự kiện này. Cuộc đua sprint (bao gồm sprint shootout và cuộc đua sprint) sẽ diễn ra vào thứ bảy. Vòng phân hạng cho cuộc đua chính sẽ diễn ra vào thứ Sáu lúc 5:00 chiều giờ địa phương và cuộc đua chính vào Chủ nhật lúc 3 giờ chiều giờ địa phương.

### Bảng xếp hạng trước cuộc đua
Sau giải đua ô tô Công thức 1 Hungary, Max Verstappen dẫn đầu trước Sergio Pérez (171 điểm) và Fernando Alonso (139 điểm) trong bảng xếp hạng các tay đua với 281 điểm. Trong bảng xếp hạng các đội đua, Red Bull Racing tiếp tục dẫn đầu trước Mercedes (223 điểm) và Aston Martin (184 điểm) với 452 điểm.

### Lựa chọn bộ lốp
Nhà cung cấp lốp xe Pirelli cung cấp các bộ lốp hạng C2, C3 và C4 (được chỉ định lần lượt là cứng, trung bình và mềm) để các đội sử dụng tại sự kiện này.

## Tường thuật

### Buổi tập
Trong buổi tập đầu tiên và duy nhất với điều kiện thời tiết mưa ướt, Carlos Sainz Jr. lập thời gian nhanh nhất với 2:03,207 phút trước cả hai tay đua McLaren Oscar Piastri và Lando Norris.

### Vòng phân hạng
Vòng phân hạng bao gồm ba phần với thời gian chạy 45 phút. Trong phần đầu tiên (Q1), các tay đua có 18 phút để tiếp tục tham gia phần thứ hai vòng phân hạng. Tất cả các tay đua đạt được thời gian trong phần đầu tiên với thời gian tối đa 107% thời gian nhanh nhất được phép tham gia cuộc đua. 15 tay đua nhanh nhất lọt vào phần tiếp theo. Charles Leclerc là tay đua nhanh nhất trong phần này. Trong phần này, thời gian cuối cùng của Daniel Ricciardo bị xóa do anh vi phạm track limits tại góc cua số 4 khiến anh bị loại khỏi Q1 mặc dù thời gian của anh đã có thể đưa anh lên Q2. Sau khi Q1 kết thúc, cả hai tay đua Williams, Chu Quán Vũ, Ricciardo và Nico Hülkenberg bị loại.
Phần thứ hai (Q2) kéo dài 15 phút và mười tay đua nhanh nhất của phần này đi tiếp vào phần thứ ba của vòng phân hạng. Piastri là tay đua nhanh nhất trong phần này. Sau khi Q2 kết thúc, Yuki Tsunoda, cả hai tay đua Alpine, Kevin Magnussen và Valtteri Bottas bị loại.
Phần cuối cùng (Q3) kéo dài mười hai phút, trong đó mười vị trí xuất phát đầu tiên được xác định sẵn. Với thời gian là 1:46,168 phút, Max Verstappen giành được vị trí pole cho cuộc đua chính trước Leclerc và đồng đội Sergio Pérez.
Sau khi vòng phân hạng kết thúc, Leclerc chính thức đứng ở vị trí pole sau khi Verstappen bị tụt xuống vị trí thứ sáu do thay đổi truyền động hộp số mới. Magnussen bị tụt từ vị trí thứ 13 xuống vị trí thứ 16 sau khi cản trở Leclerc ở Q2.

### Sprint shootout
Trong phần đầu tiên (SQ1) của sprint shootout, các tay đua có 12 phút để tiếp tục tham gia phần thứ hai của sprint shootout. Tất cả các tay đua đạt được thời gian trong phần đầu tiên với thời gian tối đa 107% thời gian nhanh nhất được phép tham gia cuộc đua. 15 tay đua nhanh nhất lọt vào phần tiếp theo. Sau khi SQ1 kết thúc, Tsunoda, cả hai tay đua của Alfa Romeo và cả hai tay đua của Haas bị loại. Hülkenberg không thể lập thời gian trong suốt SQ1 do anh không tận dụng được các điều kiện thời tiết thay đổi và gặp bất tiện do sự cố với giắc cắm phía trước của pit crew của Haas.
Phần thứ hai (SQ2) kéo dài 10 phút và mười tay đua nhanh nhất của phần này đi tiếp vào phần thứ ba của sprint shootout. SQ2 đã bị gián đoạn ở những phút cuối cùng do Lance Stroll va chạm hàng rào cản của đường đua và anh không thể thiết lập thời gian. Stroll định chuyển sang lốp khô trung bình trên đường ướt và do vậy bộ lốp này của anh thiếu độ bám trên mặt đường đua. Sau vụ va chạm đó, SQ2 chính thức kết thúc. Sau khi SQ2 kết thúc, Ricciardo, cả hai tay đua của Williams và Fernando Alonso - đồng đội của Stroll ở Aston Martin - bị loại. Trong khi Ricciardo có thể lập thời gian, cả hai tay đua của Williams và Alonso đều không thể lập được thời gian.
Phần cuối cùng (SQ3) kéo dài 8 phút, trong đó mười vị trí xuất phát đầu tiên cho cuộc đua sprint được xác định sẵn. Verstappen giành vị trí pole cho cuộc đua sprint sau khi lập thời gian nhanh nhất với 1:49,056 phút trước Piastri và Sainz Jr.

### Cuộc đua sprint
Cuộc đua sprint chính thức bắt đầu sau khi xe an toàn đi vào làn pit sau bốn vòng đội hình diễn ra vì thời tiết mưa ướt. Cuộc đua sprint này dự định diễn ra trong vòng 15 vòng đua nhưng được giảm xuống còn 11 vòng đua do bốn vòng đội hình. Sau bốn vòng đó, Piastri, Sainz Jr., Pierre Gasly, Lewis Hamilton, Pérez, Ricciardo, Alexander Albon, Stroll, Valtteri Bottas và Hülkenberg vào làn pit chuyển sang bộ lốp ướt trung gian (intermediate). Verstappen sau đó đã dẫn đầu cho đến vòng thứ hai khi anh và những tay đua còn lại chuyển sang bộ lốp ướt trung gian. Sau đó, Piastri đã dẫn đầu cuộc đua sprint  và đây là lần đầu tiên anh dẫn đầu một cuộc đua trong sự nghiệp Công thức 1 của mình.
Ở vòng 4, Alonso mất lái ở góc cua số 4 và lao vào bãi sỏi. Anh đã không thể đưa chiếc xe trở lại mặt đường đua và do vậy anh phải bỏ cuộc. Đây cũng là lần đầu tiên trong mùa giải anh phải bỏ cuộc. Sau khi giai đoạn xe an toàn kết thúc ở vòng 6, Verstappen vượt qua Piastri tại đường thẳng Kemmel sau góc cua số 4. Sau đó, Hamilton và Pérez đã va chạm với nhau ở góc cua số 17 trong cuộc tranh giành vị trí thứ tư. Vụ va chạm này khiến phần thân chiếc xe của Pérez bị hư hỏng nặng và do vậy, anh phải bỏ cuộc. Hamilton nhận một án phạt 5 giây vì đã gây ra vụ va chạm này.
Verstappen tiếp tục dẫn đầu cho đến hết cuộc đua sprint và giành chiến thắng trước Piastri và Gasly. Các tay đua ghi điểm còn lại trong cuộc đua này là Leclerc, Sainz Jr., Norris, Hamilton và Russell. Mặc dù Hamilton về đích ở vị trí thứ 4, anh bị tụt xuống vị trí thứ 7 vì án phạt 5 giây của anh vì vụ va chạm với Pérez trong cuộc đua sprint.

### Cuộc đua chính
Sau khi cuộc đua chính bắt đầu, Leclerc giữ vững vị trí đầu tiên của mình ở góc cua đầu tiên. Tại góc cua này, Sainz Jr. va chạm với Piastri và ép chiếc xe McLaren của Piastri vào tường rào phía bên trong. Chiếc xe của Piastri va chạm với tường chắn và hệ thống treo lốp bị hỏng nặng. Vì vậy, anh đã phải bỏ cuộc ở vòng đầu tiên. Mặc dù thân xe của Sainz bị hư hỏng sau vụ va chạm này, anh được yêu cầu điều chỉnh cân bằng khí động học và do vậy anh tiếp tục giữ vị trí thứ năm.
Sau khi vòng đầu tiên kết thúc, Pérez đã vượt qua Leclerc trên đường thẳng Kemmel và dẫn đầu với khoảng cách hơn một giây. Ở vòng đua thứ 6, Verstappen, bắt đầu từ vị trí thứ sáu sau một án phạt vì thay đổi truyền động hộp số mới, đã vượt qua Hamilton để giành vị trí thứ ba trên đường thẳng Kemmel. Ở vòng đua thứ 9, Verstappen vượt qua Leclerc ở khúc cua số 7 để giành vị trí thứ hai. Trong khi đó, Sainz tụt xuống vài bậc sau Alonso, Tsunoda, Albon và Logan Sargeant do thân xe của anh vẫn bị hư hại sau vụ va chạm trước đó.
Ở vòng đua thứ 18, Verstappen đã vượt qua Pérez trên đường thẳng Kemmel để chiếm lấy vị trí dẫn đầu và sau đó, anh tiếp tục giữ nguyên vị trí này cho đến khi cuộc đua kết thúc. Một cơn mưa rào ngắn ập đến ở vòng đua thứ 20 nhưng không một tay đua nào chuyển sang lốp mưa trung gian. Sau khi một nửa của cuộc đua kết thúc, Sainz bỏ cuộc do xe của anh vẫn bị hỏng nặng. Đến vòng đua thứ 31, tất cả các tay đua đã đổi lốp hai lần ngoại trừ George Russell, Gasly và Stroll. Esteban Ocon vượt qua các tay đua khác nhau trong những vòng đua cuối cùng. Anh vượt qua Tsunoda để giành vị trí thứ chín và Stroll để giành vị trí thứ tám. Ở những vòng cuối cùng của cuộc đua, Lewis Hamilton đổi lốp lần thứ ba và anh chuyển sang bộ lốp trung bình mới và lấy điểm cho vòng đua nhanh nhất từ tay Verstappen ở vòng đua cuối cùng.
Verstappen giành chiến thắng cuộc đua chính trước Pérez và Leclerc. Các tay đua còn lại ghi điểm trong cuộc đua này là Hamilton, Alonso, Russell, Norris, Ocon, Stroll và Tsunoda.

## Kết quả

### Vòng phân hạng
| Vị trí                   | Số xe | Tay đua          | Đội đua                      | Q1       | Q2       | Q3       | Vị trí xuất phát |
| ------------------------ | ----- | ---------------- | ---------------------------- | -------- | -------- | -------- | ---------------- |
| 1                        | 1     | Max Verstappen   | Red Bull Racing-Honda RBPT   | 1:58,515 | 1:52,784 | 1:46,168 | 61               |
| 2                        | 16    | Charles Leclerc  | Ferrari                      | 1:58,300 | 1:52,017 | 1:46,988 | 1                |
| 3                        | 11    | Sergio Pérez     | Red Bull Racing-Honda RBPT   | 1:58,899 | 1:52,353 | 1:47,045 | 2                |
| 4                        | 44    | Lewis Hamilton   | Mercedes                     | 1:58,563 | 1:52,345 | 1:47,087 | 3                |
| 5                        | 55    | Carlos Sainz Jr. | Ferrari                      | 1:58,688 | 1:51,711 | 1:47,152 | 4                |
| 6                        | 81    | Oscar Piastri    | McLaren-Mercedes             | 1:58,872 | 1:51,534 | 1:47,365 | 5                |
| 7                        | 4     | Lando Norris     | McLaren-Mercedes             | 1:59,981 | 1:52,252 | 1:47,669 | 7                |
| 8                        | 63    | George Russell   | Mercedes                     | 1:59,035 | 1:52,605 | 1:47,805 | 8                |
| 9                        | 14    | Fernando Alonso  | Aston Martin Aramco-Mercedes | 1:58,834 | 1:52,751 | 1:47,843 | 9                |
| 10                       | 18    | Lance Stroll     | Aston Martin Aramco-Mercedes | 1:59,663 | 1:52,193 | 1:48,841 | 10               |
| 11                       | 22    | Yuki Tsunoda     | AlphaTauri-Honda RBPT        | 1:59,044 | 1:53,148 | –        | 11               |
| 12                       | 10    | Pierre Gasly     | Alpine-Renault               | 1:59,511 | 1:53,671 | –        | 12               |
| 13                       | 20    | Kevin Magnussen  | Haas-Ferrari                 | 2:00,020 | 1:54,160 | –        | 162              |
| 14                       | 77    | Valtteri Bottas  | Alfa Romeo-Ferrari           | 1:59,484 | 1:54,694 | –        | 13               |
| 15                       | 31    | Esteban Ocon     | Alpine-Renault               | 1:59,634 | 1:56,372 | –        | 14               |
| 16                       | 23    | Alexander Albon  | Williams-Mercedes            | 2:00,314 | –        | –        | 15               |
| 17                       | 24    | Chu Quán Vũ      | Alfa Romeo-Ferrari           | 2:00,832 | –        | –        | 17               |
| 18                       | 2     | Logan Sargeant   | Williams-Mercedes            | 2:01,535 | –        | –        | 18               |
| 19                       | 3     | Daniel Ricciardo | AlphaTauri-Honda RBPT        | 2:02,159 | –        | –        | 19               |
| 20                       | 27    | Nico Hülkenberg  | Haas-Ferrari                 | 2:03,166 | –        | –        | Làn pit3         |
| Thời gian 107%: 2:04,581 |       |                  |                              |          |          |          |                  |

Chú thích:
- ^1  – Max Verstappen bị tụt năm vị trí do thay đổi truyền động hộp số mới.[11]
- ^2  – Kevin Magnussen bị tụt ba vị trí do cản trở Charles Leclerc tại Q2.[11]
- ^3  – Nico Hülkenberg vượt qua vòng phân hạng ở vị trí thứ 20 nhưng anh bắt buộc phải bắt đầu cuộc đua từ vị trí cuối cùng vì vượt quá số lượng các phần tử đơn vị năng lượng cho phép. Ngoài ra, anh cũng bị tụt mười vị trí do thay hộp hộp số mới và đường truyền động hộp số mới. Sau đó, anh được yêu cầu bắt đầu cuộc đua từ làn pit vì các thành phần mới đã được thay đổi mà không có sự chấp thuận của đại biểu kỹ thuật trong parc fermé.[11]

### Sprint shootout
| Vị trí                   | Số xe | Tay đua          | Đội đua                      | SQ1                 | SQ2                 | SQ3      | Vị trí xuất phát |
| ------------------------ | ----- | ---------------- | ---------------------------- | ------------------- | ------------------- | -------- | ---------------- |
| 1                        | 1     | Max Verstappen   | Red Bull Racing-Honda RBPT   | 1:58,135            | 1:55,200            | 1:49,056 | 1                |
| 2                        | 16    | Oscar Piastri    | McLaren-Mercedes             | 2:00,056            | 1:56,392            | 1:49,067 | 2                |
| 3                        | 11    | Carlos Sainz Jr. | Ferrari                      | 1:59,414            | 1:56,557            | 1:49,081 | 3                |
| 4                        | 44    | Charles Leclerc  | Ferrari                      | 1:59,575            | 1:56,265            | 1:49,251 | 4                |
| 5                        | 55    | Lando Norris     | McLaren-Mercedes             | 2:00,436            | 1:56,828            | 1:49,389 | 5                |
| 6                        | 81    | Pierre Gasly     | Alpine-Renault               | 2:00,032            | 1:56,137            | 1:49,700 | 6                |
| 7                        | 4     | Lewis Hamilton   | Mercedes                     | 1:58,939            | 1:55,823            | 1:49,900 | 7                |
| 8                        | 63    | Sergio Pérez     | Red Bull Racing-Honda RBPT   | 1:59,362            | 1:55,878            | 1:49,961 | 8                |
| 9                        | 14    | Esteban Ocon     | Alpine-Renault               | 1:59,884            | 1:57,051            | 1:50,494 | 9                |
| 10                       | 18    | George Russell   | Mercedes                     | 2:00,475            | 1:57,393            | 1:55,742 | 10               |
| 11                       | 22    | Daniel Ricciardo | AlphaTauri-Honda RBPT        | 2:00,177            | 1:57,687            | –        | 11               |
| 12                       | 10    | Alexander Albon  | Williams-Mercedes            | 1:59,198            | Không lập thời gian | –        | 12               |
| 13                       | 20    | Logan Sargeant   | Williams-Mercedes            | 2:00,031            | Không lập thời gian | –        | 13               |
| 14                       | 77    | Lance Stroll     | Aston Martin Aramco-Mercedes | 2:00,460            | Không lập thời gian | –        | 14               |
| 15                       | 31    | Fernando Alonso  | Aston Martin Aramco-Mercedes | 1:59,038            | Không lập thời gian | –        | 15               |
| 16                       | 23    | Yuki Tsunoda     | AlphaTauri-Honda RBPT        | 2:00,568            | –                   | –        | 16               |
| 17                       | 24    | Valtteri Bottas  | Alfa Romeo-Ferrari           | 2:00,951            | –                   | –        | 17               |
| 18                       | 2     | Kevin Magnussen  | Haas-Ferrari                 | 2:01,079            | –                   | –        | 18               |
| 19                       | 3     | Chu Quán Vũ      | Alfa Romeo-Ferrari           | 2:01,430            | –                   | –        | 19               |
| Thời gian 107%: 2:06,404 |       |                  |                              |                     |                     |          |                  |
| 20                       | 27    | Nico Hülkenberg  | Haas-Ferrari                 | Không lập thời gian | –                   | –        | 201              |

Chú thích:
- ^1  – Nico Hülkenberg không lập thời gian trong sprint shootout nhưng anh được phép tham gia cuộc đua sprint sau khi ban quản lý cuộc đua đồng ý.[12]

### Cuộc đua sprint
| Vị trí                                                                                       | Số xe | Tay đua          | Đội đua                      | Số vòng | Thời gian/ Bỏ cuộc      | Vị trí xuất phát | Số điểm |
| -------------------------------------------------------------------------------------------- | ----- | ---------------- | ---------------------------- | ------- | ----------------------- | ---------------- | ------- |
| 1                                                                                            | 1     | Max Verstappen   | Red Bull Racing-Honda RBPT   | 11      | 24:58.433               | 1                | 8       |
| 2                                                                                            | 81    | Oscar Piastri    | McLaren-Mercedes             | 11      | + 6,677                 | 2                | 7       |
| 3                                                                                            | 10    | Pierre Gasly     | Alpine-Renault               | 11      | + 10,733                | 6                | 6       |
| 4                                                                                            | 55    | Carlos Sainz Jr. | Ferrari                      | 11      | + 12,648                | 3                | 5       |
| 5                                                                                            | 16    | Charles Leclerc  | Ferrari                      | 11      | + 15,016                | 4                | 4       |
| 6                                                                                            | 4     | Lando Norris     | McLaren-Mercedes             | 11      | + 16,052                | 5                | 3       |
| 7                                                                                            | 44    | Lewis Hamilton   | Mercedes                     | 11      | + 16,7572               | 7                | 2       |
| 8                                                                                            | 63    | George Russell   | Mercedes                     | 11      | + 16,822                | 10               | 1       |
| 9                                                                                            | 31    | Esteban Ocon     | Alpine-Renault               | 11      | + 22,410                | 9                |         |
| 10                                                                                           | 3     | Daniel Ricciardo | AlphaTauri-Honda RBPT        | 11      | + 22,806                | 11               |         |
| 11                                                                                           | 18    | Lance Stroll     | Aston Martin Aramco-Mercedes | 11      | + 25,007                | 14               |         |
| 12                                                                                           | 23    | Alexander Albon  | Williams-Mercedes            | 11      | + 26,303                | 12               |         |
| 13                                                                                           | 77    | Valtteri Bottas  | Alfa Romeo-Ferrari           | 11      | + 27,006                | 17               |         |
| 14                                                                                           | 20    | Kevin Magnussen  | Haas-Ferrari                 | 11      | + 32,986                | 18               |         |
| 15                                                                                           | 24    | Chu Quán Vũ      | Alfa Romeo-Ferrari           | 11      | + 36,342                | 19               |         |
| 16                                                                                           | 2     | Logan Sargeant   | Williams-Mercedes            | 11      | + 37,5713               | 13               |         |
| 17                                                                                           | 27    | Nico Hülkenberg  | Haas-Ferrari                 | 11      | + 37,827                | 20               |         |
| 18                                                                                           | 22    | Yuki Tsunoda     | AlphaTauri-Honda RBPT        | 11      | + 39,267                | 16               |         |
| Bỏ cuộc                                                                                      | 11    | Sergio Pérez     | Red Bull Racing-Honda RBPT   | 8       | Xe hỏng sau khi va chạm | 8                |         |
| Bỏ cuộc                                                                                      | 14    | Fernando Alonso  | Aston Martin Aramco-Mercedes | 2       | Tai nạn                 | 15               |         |
| Vòng đua nhanh nhất: Max Verstappen (Red Bull Racing-Honda RBPT) – 1:58,943 (vòng đua thứ 6) |       |                  |                              |         |                         |                  |         |

Chú thích:
- ^1  – Khoảng cách của cuộc đua sprint đã được dự định hoàn thành trong 15 vòng đua trước khi được rút ngắn xuống còn bốn vòng do thủ tục xuất phát bị hủy bỏ.[13]
- ^2  – Lewis Hamilton về đích ở vị trí thứ 4 nhưng nhận một án phạt 5 giây vì va chạm với Sergio Pérez.[13] Án phạt này khiến anh bị tụt từ vị trí thứ 4 xuống vị trí thứ 7.
- ^3  – Logan Sargeant về đích ở vị trí thứ 6 nhưng nhận một án phạt 5 giây vì vượt tốc độ ở làn pit.[13] Án phạt này khiến anh bị tụt từ vị trí thứ 14 xuống vị trí thứ 16.

### Cuộc đua chính
| Vị trí                                                                                          | Số xe | Tay đua          | Đội đua                      | Số vòng | Thời gian/ Bỏ cuộc      | Vị trí xuất phát | Số điểm |
| ----------------------------------------------------------------------------------------------- | ----- | ---------------- | ---------------------------- | ------- | ----------------------- | ---------------- | ------- |
| 1                                                                                               | 1     | Max Verstappen   | Red Bull Racing-Honda RBPT   | 44      | 1:22:30,450             | 6                | 25      |
| 2                                                                                               | 11    | Sergio Pérez     | Red Bull Racing-Honda RBPT   | 44      | + 22,305                | 2                | 18      |
| 3                                                                                               | 16    | Charles Leclerc  | Ferrari                      | 44      | + 32,259                | 1                | 15      |
| 4                                                                                               | 44    | Lewis Hamilton   | Mercedes                     | 44      | + 49,671                | 3                | 131     |
| 5                                                                                               | 14    | Fernando Alonso  | Aston Martin Aramco-Mercedes | 44      | + 56,184                | 9                | 10      |
| 6                                                                                               | 63    | George Russell   | Mercedes                     | 44      | + 1:03,101              | 8                | 8       |
| 7                                                                                               | 4     | Lando Norris     | McLaren-Mercedes             | 44      | + 1:13,719              | 7                | 6       |
| 8                                                                                               | 31    | Esteban Ocon     | Alpine-Renault               | 44      | + 1:14,719              | 14               | 4       |
| 9                                                                                               | 18    | Lance Stroll     | Aston Martin Aramco-Mercedes | 44      | + 1:19,340              | 10               | 2       |
| 10                                                                                              | 22    | Yuki Tsunoda     | AlphaTauri-Honda RBPT        | 44      | + 1:20,221              | 11               | 1       |
| 11                                                                                              | 10    | Pierre Gasly     | Alpine-Renault               | 44      | + 1:23,084              | 12               |         |
| 12                                                                                              | 77    | Valtteri Bottas  | Alfa Romeo-Ferrari           | 44      | + 1:25,191              | 13               |         |
| 13                                                                                              | 24    | Chu Quán Vũ      | Alfa Romeo-Ferrari           | 44      | + 1:35,441              | 17               |         |
| 14                                                                                              | 23    | Alexander Albon  | Williams-Mercedes            | 44      | + 1:36,184              | 15               |         |
| 15                                                                                              | 20    | Kevin Magnussen  | Haas-Ferrari                 | 44      | + 1:41,754              | 16               |         |
| 16                                                                                              | 3     | Daniel Ricciardo | AlphaTauri-Honda RBPT        | 44      | + 1:43,071              | 19               |         |
| 17                                                                                              | 2     | Logan Sargeant   | Williams-Mercedes            | 44      | + 1:44,476              | 18               |         |
| 18                                                                                              | 27    | Nico Hülkenberg  | Haas-Ferrari                 | 44      | + 1:50,450              | Làn pit          |         |
| Bỏ cuộc                                                                                         | 55    | Carlos Sainz Jr. | Ferrari                      | 23      | Xe hỏng sau khi va chạm | 4                |         |
| Bỏ cuộc                                                                                         | 81    | Oscar Piastri    | McLaren-Mercedes             | 0       | Xe hỏng sau khi va chạm | 5                |         |
| Vòng đua nhanh nhất: Lewis Hamilton (Mercedes) – 1:47,305 (vòng đua thứ 44)                     |       |                  |                              |         |                         |                  |         |
| Tay đua xuất sắc nhất cuộc đua: Max Verstappen (Red Bull Racing-Honda RBPT), 15,5% số phiếu bầu |       |                  |                              |         |                         |                  |         |

Chú thích:
- ^1  – Bao gồm một điểm cho vòng đua nhanh nhất.[15]

## Bảng xếp hạng sau cuộc đua

### Bảng xếp hạng các tay đua
| Vị trí | Tay đua          | Đội đua                      | Số điểm | Thay đổi vị trí |
| ------ | ---------------- | ---------------------------- | ------- | --------------- |
| 1      | Max Verstappen   | Red Bull Racing-Honda RBPT   | 314     | +/-0            |
| 2      | Sergio Pérez     | Red Bull Racing-Honda RBPT   | 189     | +/-0            |
| 3      | Fernando Alonso  | Aston Martin Aramco-Mercedes | 149     | +/-0            |
| 4      | Lewis Hamilton   | Mercedes                     | 148     | +/-0            |
| 5      | Charles Leclerc  | Ferrari                      | 99      | 2               |
| 6      | George Russell   | Mercedes                     | 99      | +/-0            |
| 7      | Carlos Sainz Jr. | Ferrari                      | 92      | 2               |
| 8      | Lando Norris     | McLaren-Mercedes             | 69      | +/-0            |
| 9      | Lance Stroll     | Aston Martin Aramco-Mercedes | 47      | +/-0            |
| 10     | Esteban Ocon     | Alpine-Renault               | 35      | +/-0            |

- Lưu ý: Chỉ có mười vị trí đứng đầu được liệt kê trong bảng xếp hạng này.

### Bảng xếp hạng các đội đua
| Vị trí | Đội đua                      | Số điểm | Thay đổi vị trí |
| ------ | ---------------------------- | ------- | --------------- |
| 1      | Red Bull Racing-Honda RBPT   | 503     | +/-0            |
| 2      | Mercedes                     | 247     | +/-0            |
| 3      | Aston Martin Aramco-Mercedes | 196     | +/-0            |
| 4      | Ferrari                      | 191     | +/-0            |
| 5      | McLaren-Mercedes             | 103     | +/-0            |
| 6      | Alpine-Renault               | 57      | +/-0            |
| 7      | Williams-Mercedes            | 11      | +/-0            |
| 8      | Haas-Ferrari                 | 11      | +/-0            |
| 9      | Alfa Romeo-Ferrari           | 9       | +/-0            |
| 10     | AlphaTauri-Honda RBPT        | 3       | +/-0            |